# Dennis Lemke
Dennis Lemke (* 8. März 1989 in Berlin) ist ein deutscher Fußballspieler.

## Vereinskarriere
Lemke spielte in der Jugend für die Reinickendorfer Füchse, den Frohnauer SC und den 1. FC Lübars, ehe er 2003 in die Jugend von Hertha BSC wechselte. Mit Herthas B-Jugend gewann er 2005 die deutsche Meisterschaft durch ein 2:0 über Hansa Rostock, wobei er über die volle Distanz im Ostseestadion auf dem Platz stand.
Zur Saison 2008/09 stieg Lemke in Herthas U-23 auf. Jedoch konnte er sich dort unter Karsten Heine nicht durchsetzen und bestritt lediglich fünf Partien. Auch 2009/10 kam er anfangs nicht über die Rolle als Ergänzungsspieler hinaus und stand erst in der Endphase der Saison regelmäßig in der Startelf.
Lemke wechselte im Sommer 2010 zu Eintracht Braunschweig in die 3. Liga. In der Spielzeit 2010/11 kam er dort unter Trainer Torsten Lieberknecht lediglich zu einem Kurzeinsatz in der ersten Mannschaft gegen FC Rot-Weiß Erfurt und spielte hauptsächlich im Regionalliga-Team, mit dem er am Saisonende abstieg, während die Profimannschaft zur Spielzeit 2011/12 in die 2. Fußball-Bundesliga aufstieg.
Im Juli 2011 wechselte Lemke zum FC Carl Zeiss Jena und kam nur zu drei Einsätzen für die Reserve in der Oberliga NOFV-Süd. Er verließ den FCC bereits nach zwei Monaten und unterzeichnete einen Vertrag beim SV Babelsberg 03. Am 24. Januar 2013 unterschrieb Lemke einen Vertrag beim RKC Waalwijk in der niederländischen Eredivisie. Dort kam er jedoch nur in der zweiten Mannschaft Jong RKC Waalwijk zum Einsatz; zum 31. Januar 2014 musste er den Verein verlassen.
Den Rest der Rückrunde spielte er in Babelsberg.
Im Sommer 2014 unterschrieb Lemke beim KSV Hessen Kassel. Nach seiner Zeit in Kassel unterschrieb Lemke im Sommer 2016 einen Zweijahresvertrag beim Regionalliga-Aufsteiger Teutonia Watzenborn-Steinberg. Nach einer Saison stieg er mit dem Klub wieder in die Hessenliga ab.

## Erfolge
- Deutscher B-Jugendmeister: 2005